# 生写真
生写真（なまじゃしん）は、フィルムから現像・引き伸ばし等の通常の過程で作られた写真のこと。
かつては光学的に直接、感光紙（印画紙）に投影、定着したものを指していた。デジタルカメラによる撮影は、この限りではない。
アイドル等の人物写真について、写真集やグラビア写真など版を起こして印刷した写真と区別するために使う言葉である。
また、一点モノの写真ではなく、頒布・販売するために焼き増しで大量生産した写真について言うことが多い。
単品で販売されたり、写真集やCDなどの特典として添付されたりする。

## 日本での生写真ブーム
昭和40年代からのグループサウンズ、山口百恵、キャンディーズ、ピンクレディーなどの流行の中で、ファンたちがコンサート会場などにカメラを持ち込み、タレントの写真を自分で撮影して楽しんでいた。さらに、業者がタレント本人やその所属プロダクションに無許可で撮影した写真を大量に印刷して販売する行為が常態化した（生写真ブーム）。これに対し、1986年（昭和61年）に芸能プロダクションなどからなる業界団体肖像パブリシティ権擁護監視機構が設立された。